# Francisco Javier Fernández de Henestrosa y Santisteban
Francisco Javier Fernández de Henestrosa y Santisteban  (Madrid, 3 de enero de 1818-Madrid, 20 de diciembre de 1887), VIII marqués de Villadarias fue un noble y político español carlista. Además del marquesado de Villadarias, ostentó los títulos de marqués de Vera, príncipe de Santo Mauro y grande de España de primera clase.

## Biografía
Era hijo de Diego Fernández de Henestrosa Montenegro (1786-1852), oficial de caballería hijo del marqués de Casa Henestrosa, y de María Dolores Santisteban Horcasitas (1795-1862), VIII condesa de Moriana del Río, marquesa de Villadarias y princesa de San Mauro.
Fue compañero de infancia del pretendiente Carlos Luis de Borbón, conde de Montemolín. Durante el reinado de Isabel II, conocido con el título de marqués de Vera, estuvo comprometido clandestinamente con el carlismo.
En 1860 formó parte de la Comisión Regia Suprema que planeó la conspiración que derivó en la intentona de San Carlos de la Rápita, a la cual debía contribuir con 35.000 duros para un empréstito que sufragase los gastos del general Elio.
Estallada la revolución de 1868, reorganizó las fuerzas carlistas y durante el Sexenio Revolucionario fue presidente de la Junta Central católico-monárquica. Fue también representante de Carlos de Borbón y Austria-Este en Roma, cerca de la corte pontificia, y ocupó otros cargos de alta confianza.

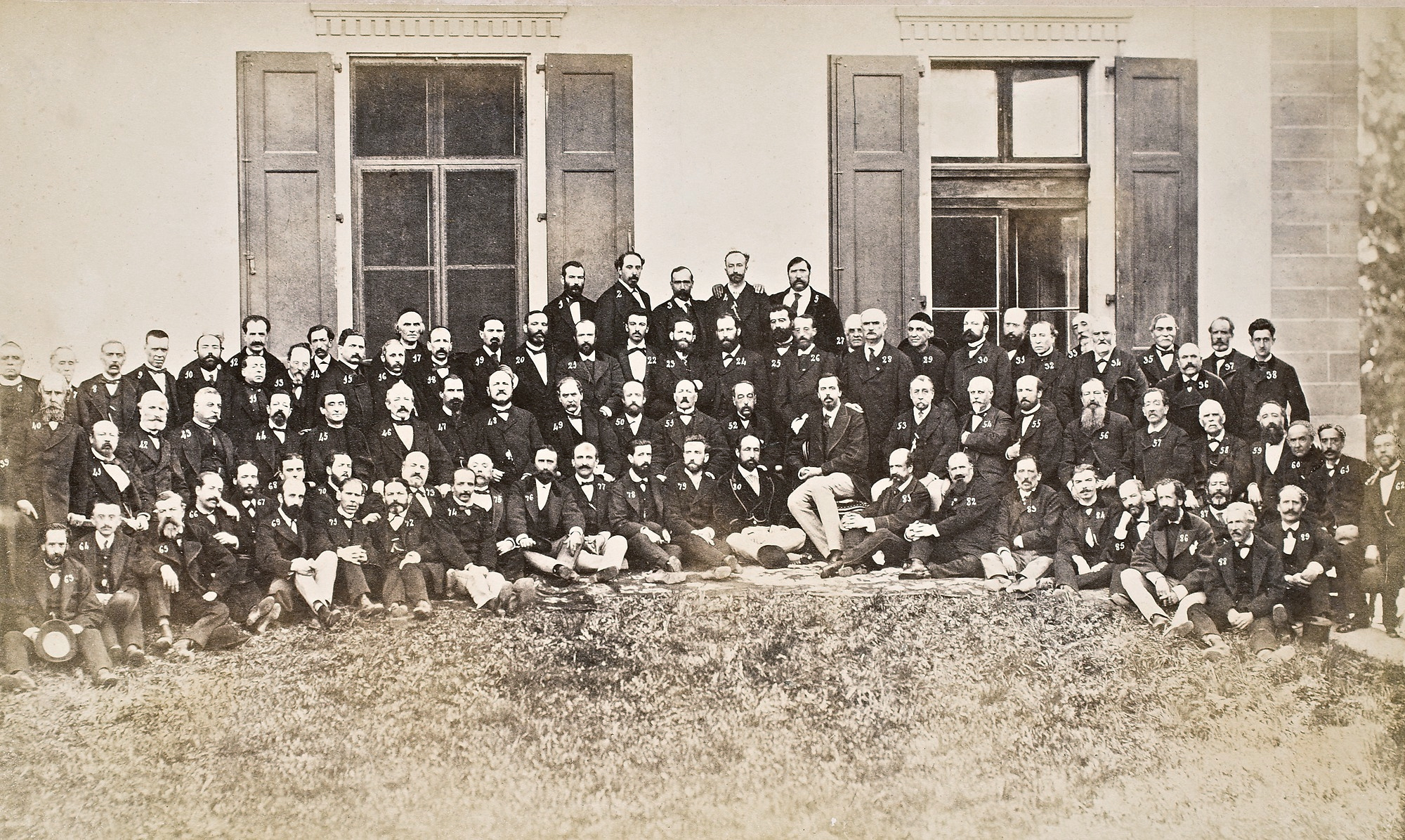
El marqués de Villadarias (53) sentado junto a Don Carlos en la Junta carlista de Vevey de 1870.

Tras la defección de Ramón Cabrera, en 1870 el marqués de Villadarias participó, en nombre de la Junta Central de Madrid, en una asamblea carlista presidida por Don Carlos que tuvo lugar en Suiza, en el palacio de Faraz (La Tour de Peilz, Vevey), y actuó como representante del elemento civil del partido.
Recibió una carta de Don Carlos fechada el 8 de junio de 1870, que fue reproducida por la prensa carlista. Ese mismo mes y año acudiría nuevamente a la residencia de Don Carlos en Suiza para asistir, en representación del papa Pío IX, al bautismo de su primogénito, Jaime de Borbón y Borbón-Parma.
Como presidente de la Junta Central carlista, en enero de 1871 fue uno de los firmantes de un manifiesto publicado por la Junta en el que se invitaba a los carlistas a concurrir a las elecciones provinciales que se anunciaban y se explicaba el significado de las mismas.
Tras el estallido en 1872 de la tercera guerra carlista, marchó al Norte y participó en la misma.
A su muerte, acaecida en Madrid en 1887, la marquesa viuda de Villadarias recibió el siguiente telegrama de los duques de Madrid:

«Madrid-Viareggio, 305-31-21-4.—Marquesa Villadarias.—Recibe mi más sentido pésame; pienso mucho en ti, y pido á Dios que te asista lo mismo que á tus hijos. Te abraza de todo corazón, 
Margarita»

«Madrid-Venecia, 658-38-21-2.—Marquesa Villadarias.—Con todo el corazón os acompaño en vuestro inmenso dolor, y uno mis oraciones á las vuestras por el alma de mi fiel Villadarias, en quien pierdo un amigo querido y consecuente. 
Carlos»

El periódico La Fé definió al marqués de Viladarias como «un católico fervoroso y un cumplido caballero, de aquellos pocos que aun conservan entre nosotros el honor de los antiguos días y la gloriosa tradición de la grandeza española». Fue enterrado en el cementerio de la sacramental de San Isidro.

### Matrimonios y descendencia
Casó en primeras nupcias con María de la Natividad Fernández de Córdoba y Ponce de León (1811-1868), en 1842. María de la Natividad era hija de Luis Joaquín Fernández de Córdoba y Benavides, XIV duque de Medinaceli (1780-1840), y de su esposa María de la Concepción Ponce de León y Carvajal (1783-1856). De aquella primera unión nació una hija, María Dolores Fernández de Henestrosa y Fernández de Córdoba (1847-1873), quien a su vez se casó con el X conde de Pie de Concha, Luis de Silva y Fernández de Córdoba (1845-1918), con descendencia. De su segundo enlace, en 1868, con Carolina Tacón y Hewes, hija del duques de la Unión de Cuba, tuvo seis  hijos: Carlos, IX marqués de Villadarias (fallecido en 1915), quien fue secretario del infante Alfonso Carlos de Borbón y Austria-Este; Francisco, X marqués de Villadarias (nacido en 1878); María Concepción, casada con Antonio de Mazarrasa Quintanilla, que fue senador carlista; Diego, fallecido joven; Ignacio, conde de Peralta y Javier.[cita requerida]